# .gp
.gp為法國海外屬地瓜德羅普國家及地區頂級域（ccTLD）的域名。該域名於1996年10月21日啟用。全球所有人都能註冊該域名，但对瓜德罗普岛居民来说註冊費用更便宜。

## 外部連結
- IANA .gp whois information（页面存档备份，存于）
- .gp domain registration website（页面存档备份，存于）
- .gp as a standard for the motorsports in internet